# Клековача (ракија)
Клековача је врста ракије, препеченице, која се добија када се на 1 литар шљивовице или неке друге воћне ракије дода 15—20 зрелих бобица клеке. Бобице морају да буду двогодишњи плод клеке (тамноплаве боје), а не зелене, једногодишње. Не сме се ставити више јер ракија добија горак укус. Ракија у стакленој прозирној флаши се стави да одстоји на сунцу 40 дана. Потом добија жућкасту боју.